# Orehovița, Plevna
Orehovița (în bulgară Ореховица) este un sat în comuna Dolna Mitropolia, regiunea Plevna,  Bulgaria. 

## Demografie
Componența etnică a satului Orehovița
     Bulgari (72,07%)
     Romi (2,38%)
     Nicio identificare (24,74%)
     Altele (0,79%)
La recensământul din 2011, populația satului Orehovița era de 1.386 locuitori. Din punct de vedere etnic, majoritatea locuitorilor (72,07%) erau bulgari, cu o minoritate de romi (2,38%). Pentru 24,74% din locuitori nu este cunoscută apartenența etnică.